# Makedonska vtora liga
La Makedonska vtora liga è il secondo livello del campionato macedone di pallacanestro.